# 皮爾當人
皮爾當人（英語：Piltdown Man）是20世纪著名的化石伪造事件中命名的古人类名称。皮爾當是英国东萨塞克斯郡尤克菲城（Uckfield）附近的一座村莊。20世紀初，查爾斯·道森宣称在这里发现了古人类顱骨與下顎骨化石。這些骨骸被當时的考古學專家宣稱為某種前所未見的早期人類遺骸化石，而拉丁學名「Eoanthropus dawsoni」即被賦予該樣本代表的古人类。
之後，這些樣本的重要性成為考古學界的爭論主題，並持續到1953年才發現其實是個由一隻猿猴的下顎骨與一顆完全發育的現代人顱骨拼湊而成的贗品。一般認為這起造假案是自稱為發現者以及為其命名的道森之傑作。該看法引起強烈的爭議，而許多其他人選也被懷疑為該造假案的始作俑者。

## 事件過程

### 新發現

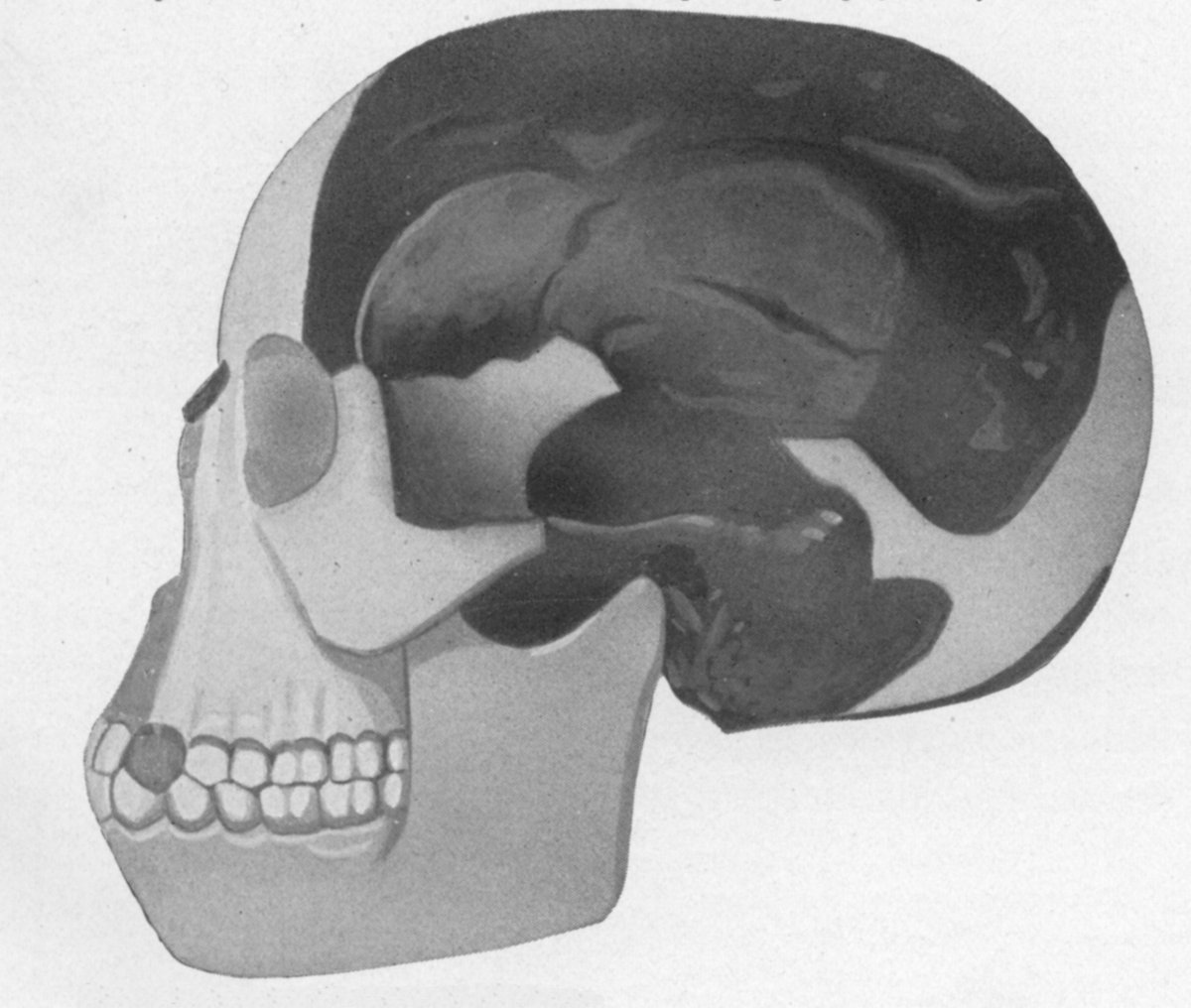
皮爾當人顱骨

關於皮爾當人顱骨的發現缺乏資料，但在1912年十二月某次倫敦地質學會的會議上，道森宣稱四年以前就從皮爾當砂石坑的工人那兒得到一片顱骨的碎片。根據道森的說法，現場的工人在他到訪前不久發現顱骨並將其敲碎。之後幾次探訪當地時，道森發現更多顱骨碎片，並將其拿給大英博物館地理學部門主管亚瑟·史密斯·伍德沃德。伍德沃德由於對此發現大感興趣，於1912年七月至九月間隨同道森前往發掘地點重新發掘出更多顱骨與下顎骨的碎片。同一次會議上，伍德沃德宣佈碎片重建的結果顯示這顆頭顱在許多層面上類似於現代人，除了枕骨（位於脊椎上的顱骨部分）與腦容量，而後者大約是現代人的三分之二大小。之後他繼續檢查僅有的兩顆狀似人類臼齒的外觀，其與現代的年輕黑猩猩臼齒之間差別不大。根據大英博物館的復原顱骨，伍德沃德認為皮爾當人代表人與猿猴之間失落的環節，而這副狀似人類的頭骨與類似猿猴的下顎骨之組合顯然支持這見解，不久在英格蘭也流行起人類演化是先從腦袋變大開始的說法。

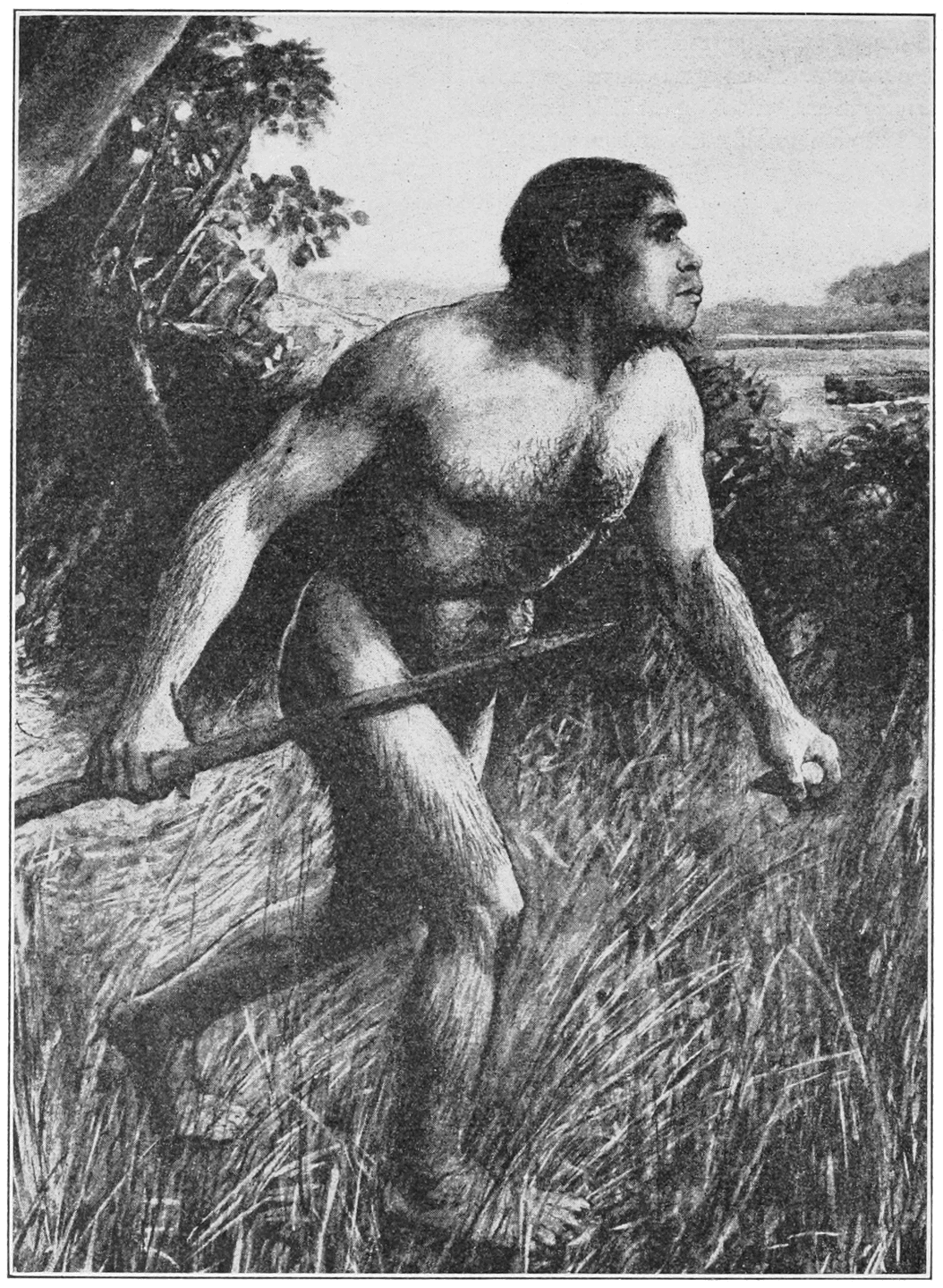
皮爾當人復原

幾乎從此開始，伍德沃德的皮爾當碎片復原受到強烈的挑戰。取自大英博物館，放在英格蘭皇家外科醫學院（Royal College of Surgeons of England）的相同碎片複製品在復原過程中得到完全不同的結果：一個腦容量和其他特徵皆相似於現代人的模型。然而除去這些差異，似乎未顯示出由顱骨上的關聯性引發的全然贗品可能性。
1915年，道森宣稱在最初的發現地點大約兩英里外發現第二具顱骨（皮爾當2號）。根據已知的資料，該受質疑的發現地點從未被確認而且發掘物似乎完全沒有紀錄建檔，而伍德沃德則未曾再造訪發掘地點。

### 紀念發現

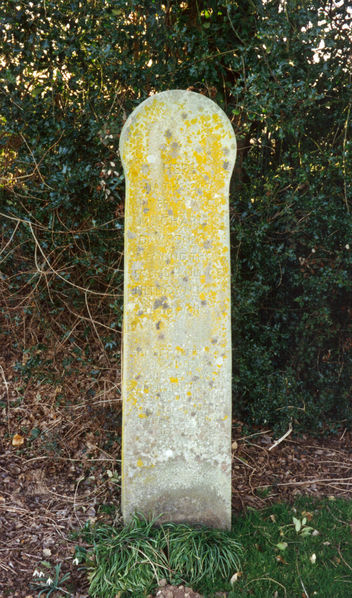
皮爾當人紀念碑

1938年7月23日在皮爾當的巴克姆莊園（Barkham Manor），亞瑟·凱斯爵士揭幕一座紀念碑，用以標示查爾斯·道森發現皮爾當人的地點。凱斯爵士在他的致詞演講結束前說到；
只要人類對其自身過去的悠久歷史、對我們祖先經歷過的世事變遷、以及對追越他們而付出的大量心血感到興趣，查爾斯·道森之名將永留青史。我們宜將他的名字與薩塞克斯這如畫的一隅—他進行探索的現場—做了連結：現在我很榮幸為這塊紀念他的巨大石碑揭幕。
紀念碑上的銘文寫到：
在這古河床砂地上，查爾斯·道森先生，FSA發現皮爾當人的顱骨化石，此於1912年至1913年之間，這發現由查爾斯·道森先生與亞瑟·史密斯·伍德沃爵士於1913年至15年間於皇家地理協會季刊上發表。

### 揭發真相
皮爾當造假案的揭發過程是在1953年由大英博物館的工作人員提出，而其他機構也接連被邀請出席許多相關學術活動。這時皮爾當人早被視一個與其它地方發現的化石展現之人類演化主流驅力完全矛盾的畸形品：皮爾當人呈現出來的是一個拼湊起來的贗品，部分像人而部分又像猿猴。它是由中古時代人類的顱骨、一隻五百年前沙勞越紅毛猩猩的下顎與黑猩猩的牙齒化石組合而成，而老舊的外表則是用鐵鏽法與鉻酸侵蝕造成的。就贗品本身而言，下顎與顱骨連結處不合的問題是以簡單的權宜之計解決的：敲掉下顎骨的尾端，下顎上的牙齒被銼平以滿足需要，而此舉意外導致人們對整件標本真實性的懷疑，尤其引人注意的是其中一顆臼齒頂端傾斜角度與其他牙齒大不相同。顯微鏡檢查則透露牙齒上的銼平痕跡因而歸納出銼平是為了改變牙齒的形狀，因為猿猴的牙齒傾斜度不同於人類的牙齒。也許最荒謬的發現是骨頭旁邊的一個「工藝品」，當時的科學家相信這是一種工具或骨架的一部分，但最後卻發現是一支板球球棒。
皮爾當造假案顯示的科技程度持續成為爭論的話題。然而，製造該贗品的驚人才華普遍被視為它確實提供了當時的考古學專家所要的事物：證明人類演化先由腦袋變大開始的有力證據。有爭議的是因為它給了他們所要的，自皮爾當贗品得到證據的考古學專家拋棄一般常用在檢驗證據的法則。一般認為民族主義與種族主義也在相信該化石的過程中扮演一定的角色，尤其當得到滿足的歐洲人預期最早的人類將出現在歐亞大陸時，英國人宣稱，也想要一位「第一位英國人」出來對抗世界上其他地區發現的類人猿化石，其中包含法國、德國。

## 偽造者
皮爾當造假案的始作俑者為何仍是個謎。懷疑者將矛頭指向道森、伍德沃德、德日進（1913年與道森在遺址工作並發現牙齒），甚至亞瑟·柯南·道爾的名字也出現在眾多嫌疑者之中。而偽造者的動機也是個謎，但一般認為這騙局是個倉卒耗力的惡作劇。被某些人認為在皮爾當偽造者中非常有嫌疑的人選，馬丁·辛頓在倫敦自然史博物館的儲藏庫裡留下了一個行李箱，1970年發現裡頭裝有被刻過與銼平的動物骨頭與牙齒，在某種程度上十分類似皮爾當贗品上發現的痕跡。2003年，自然史博物館舉辦了展覽以紀念揭露該騙局五十週年。

## 文化影響
麦克·欧菲尔德在他1973年發行的專輯《管鐘》（Tubular Bells）裡，將「皮爾當人」列為專輯演奏樂器，其中包含了專輯（放在唱片第二面）啟發自早期類人猿的部分以及粗野的歌聲。在《管鐘2003|重發專輯》裡，這部分的標題改成「穴居人」（Caveman）。
麥金塔電腦遊戲馬拉松2代有個電腦終端機會在一個換關頁面前頭出現「皮爾當」的字樣。有人聲稱這個字樣暗示來自終端機的訊息並非完全正確，其假定的「寄件者」根本不存在。
山達基教創始人罗恩·贺伯特在他的著作《山達基教：一部人類的歷史》裡，將皮爾當人列入人類的祖先之一，並形容他有「凶暴的」牙齒以及「對被他咬到的人或物非常冷酷無情」。賀伯特的著作出版數月後，皮爾當人被揭露為一場騙局。

## 外部連結

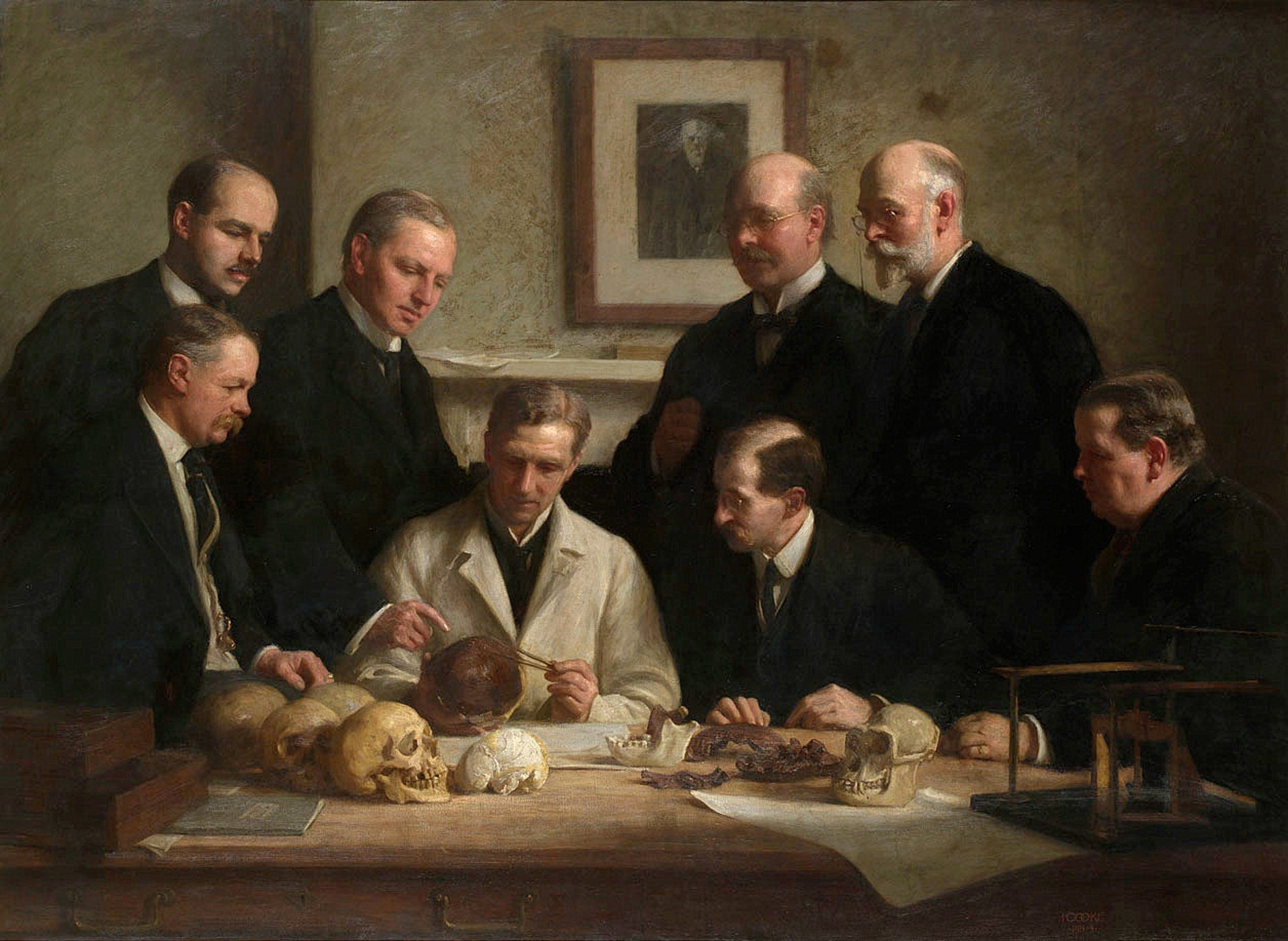
1915年約翰‧庫克的描繪畫作。（由左至右）後排：F·O·巴洛、G·艾略特·史密斯、查爾斯·道森、亚瑟·史密斯·伍德沃德。前排: A·S·安德伍德、亞瑟·凱斯、威廉·普蘭·派克拉夫特以及瑞·蘭卡斯特爵士.

- Piltdown Man at the Natural History Museum, London （页面存档备份，存于）
- The Piltdown Plot （页面存档备份，存于）
- Archæological Forgeries （页面存档备份，存于）
- The Unmasking of Piltdown Man: BBC （页面存档备份，存于）
- PBS NOVA: The Boldest Hoax (about Piltdown Man case) （页面存档备份，存于）
- Talk.origins page on Piltdown Man （页面存档备份，存于）